# 169 км (Томская область)
169 км — железнодорожный разъезд (населённый пункт) в Асиновском районе Томской области России. Входит в состав Новиковского сельского поселения.

## География
Разъезд находится в юго-восточной части Томской области, к северу от реки Итатка и к востоку от реки Кутатка, на расстоянии примерно 9 км (по прямой) к западу-юго-западу (WSW) от города Асино, административного центра района.

### Часовой пояс
Железнодорожный разъезд 169 км, как и вся Томская область, находится в часовой зоне МСК+4. Смещение применяемого времени относительно UTC составляет +7:00.

## История
Населённый пункт образован в 1984 году при строительстве железной дороги. В селении жили семьи тех, кто обслуживал железнодорожную инфраструктуру разъезда. 

## Население
| 1959 | 1979 | 1989 | 2002 | 2010 | 2012 | 2013 |
| ---- | ---- | ---- | ---- | ---- | ---- | ---- |
| 20   | ↘6   | ↗14  | ↘5   | ↘2   | →2   | →2   |
| 2014 | 2015 | 2019 | 2021 |      |      |      |
| ↗3   | →3   | ↗4   | ↗10  |      |      |      |

### Гендерный состав
По данным Всероссийской переписи населения 2010 года, в гендерной структуре населения мужчины и женщины составляли по 50 %.

### Национальный состав
Согласно результатам переписи 2002 года, в национальной структуре населения русские составляли 80 %.

## Инфраструктура
Путевое хозяйство. Действовал остановочный пункт 169 км.